# Coconuco
Coconuco, pleme ili plemena američkih Indijanaca velike porodice Macro-Chibchan iz Kolumbije. Govore nekoliko jezika ili dijalekata koji čine posebnu potporodicu porodice barbacoan, to su: Polindara, Pubenaro ili Puben, Guanaco, Totoró, Moguex ili Guambiano i Coconuco vlastiti.
Coconuce prvi spominje Pedro Cieza de León (1553) u  “La Crónica del Perú”